# Larnaka
Larnaka nebo Larnaca (řecky: Λάρνακα; hovorově také Skala nebo Iskele) je přístavní město na jihovýchodním pobřeží Kypru.
Nachází se zde kyperské hlavní mezinárodní letiště a početná muzea. V roce 2015 zde žilo 84 900 lidí a je to druhý nejdůležitější přístav a důležité turistické středisko. Na západním okraji města se nachází Larnacké solné jezero.

## Památky
- trojlodní kostel svatého Lazara s kupolemi z 10. století
- turecká pevnost z roku 1625 s palmovou promenádou
- turecký vodovod před městem z roku 1745
- mešita Hala Sultan Tekke z roku 1816 s hrobkovou kaplnkou Umy Haramy (ošetrovatelky Mohameda)
- kostel Panhagia Angeloktistos s křížovou kupolí ve vesnici Kiti u Larnaky z 11. století s mozaikou ze 6. století

## Dějiny
Ve starověku se nazývala nejprve fénicky Kart-Hadašt (Nové Město), později řecky Kition a latinsky Citium.
Koncem bronzové doby tu už stálo významné mykénské obchodní centrum, které dosáhlo největšího rozmachu ve 14. a 13. století před Kr. V 11. století před Kr. bylo zničené. V 9. a 8. století před Kr. to bylo centrum fénického osídlení z Tyru, později dočasné sídlo království Kition.
V 1. století n. l. bylo s Larnakou spojováno založení křesťanského biskupství a dosazení prvního biskupa svatého Lazara z Betánie.
Od 4. století před Kr. nastala helenizace města, bydlel tu například filosof Zenón mladší. Na konci římského období a v byzantském období se město stalo bezvýznamné. Až za vlády Osmanů (1570–1878) nastal nový rozvoj, potom se Larnaka zase změnila na maloměsto a od roku 1974 (rozdělení Kypru na dvě části) opět zaznamenává prudký ekonomický a populační rozvoj.

## Partnerská města
- Poti, Gruzie (od roku 1987)
- Haringey, Londýn, Velká Británie (1987)
- Glyfada, Řecko (1988)
- Ajaccio, Korsika, Francie (1989)
- Bratislava, Slovensko (1989)
- Larissa, Řecko (1990)
- Novosibirsk, Rusko (1993)

- Szeged, Maďarsko (1993)
- Sarandë, Albánie (1994)
- Pireus, Řecko (1995)
- Leros, Řecko (2000)
- Ilioupolis, Řecko (2000)
- Marrickville, Nový Jižní Wales, Austrálie (2007)